# Nora Balling
Nora-Isabelle Balling, también conocida como Nora Anders (Coblenza, 31 de julio de 1964) es una modelo alemana, y fue la primera esposa del cantante y exmiembro de Modern Talking, Thomas Anders, entre 1985 y 1999.

## Biografía
Después de que Balling se graduara del instituto, estudió en una Escuela de Cosmetología en Bonn, y obtuvo una cualificación profesional en cosméticos y maquillaje al año siguiente. Balling trabajó como modelo en publicidad de joyas y perfumes.
Al alcanzar la mayoría de edad, heredó una cantidad considerable de dinero de sus acomodados padres. Anders empezó su carrera en la música en 1980 y publicó canciones como Du weinst um ihn. Balling era la exnovia de un amigo de Anders, cuando empezó una relación con él en 1983 y apareció en su videoclip de Heißkalter Engel el mismo año.
En agosto de 1984, Anders le propuso matrimonio a Balling, pero su madre murió poco después, el día 5 de noviembre y la pareja tuvo un accidente automovilístico el 12 de noviembre. Ambos quedaron ilesos.
En septiembre de 1984, Dieter Bohlen y Thomas Anders habían fundado Modern Talking, el cual produjo muchos sencillos exitosos, siendo los más conocidos "You're My Heart, You're My Soul" y "Brother Louie".
A pesar de estos contratiempos y distracciones, Balling y Anders se casaron el 28 de diciembre en una oficina del registro civil. El verano siguiente, celebraron una ceremonia nupcial el día 27 de julio de 1985 en la Iglesia católica Herz-Jesu-Kirche en Coblenza. En esta ocasión, Nora Balling le obsequió a Anders su muy conocido collar Nora, el cual Anders llevó en la mayoría de sus vídeos y actuaciones en Modern Talking. Balling se convirtió en la manager de Anders , maquilladora, y estilista.
A finales de 1987, Modern Talking se disolvió, citando diferencias artísticas entre Dieter Bohlen y Thomas Anders. Nora Balling ha sido culpada por varias fuentes por esto, aunque de todas maneras Balling explicó en una entrevista con La Segunda, que "la separación no ocurrió debido a las luchas entre ellos. Lo que pasa es que sus personalidades son diferentes. A Dieter le gusta ir a clubes nocturnos. Nosotros, al contrario, somos muy tranquilos." Balling trabajó luego con Anders en su proyecto de música Man-X como productora discográfica y compositora.
Luego de liberar un par de álbumes en solitario con escaso éxito, Anders se retiró de su carrera musical temporalmente y se mudó con Balling a Los Ángeles, California, a la antigua casa de Clark Gable. Sin embargo, volvieron a Alemania algún tiempo después. Balling se divorció de Anders en febrero de 1999.

## Collar "Nora"
Modern Talking era tema de parodias debido al collar Nora que Balling regaló a Thomas Anders luego de su matrimonio. El collar era grande, y era fácil y frecuentemente parodiado. 
A pesar de las parodias y chistes que afrontaron, Anders dijo al diario chileno La Segunda en 1989 que "[él] nunca se lo quitaría. Es mi amuleto".

## Discografía
Singles
- Man-X – Waiting So Long (1987)
- Man-X – I Believe (1988)